# Wendy Munro
Wendy Munro – australijska zapaśniczka walcząca w stylu wolnym. Złota medalistka mistrzostw Oceanii w 1995, a także mistrzostw Wspólnoty Narodów w 1995 roku.